# Stade du 1er-Novembre-1954 (batna)
Pour les articles homonymes, voir Stade du 1er novembre 1954.
L’Office public omnisports de la wilaya de Batna (OPOW) (en arabe : المكتب العام للرياضات العامة بولاية باتنة (معرو)), qui porte le nom du stade du 1er novembre 1954 (en arabe : ملعب أول نوفمبر 1954) est un complexe sportif  situé à Batna en Algérie.

## Histoire
En 1968 l’office public omnisports de la wilaya de Batna, est inscrit dans le programme spécial de construction des infrastructures sportives des Aurès. L’année suivante, les travaux de construction commencent. Le complexe est officiellement ouvert en 1979.
Le terrain de football a été gazonné en 1983 et rénové en 1987, 1996 et 2004.
En 2005 deux chantiers de structures annexes ont pour but d'ajouter au stade un second bloc de vestiaires et trois terrains de répliques en gazon naturel pour les entraînements des clubs.

## L’OPOW
Construit sur 14 ha L’OPOW est constitué d’une piscine semi-olympique couverte est de 25 m de longueur et 12 m de profondeur, le prix de  la séance est de  120 Da, deux salles omnisports couvertes, une salle de combat, une piste athlétique de huit couloirs, et un grand stade de football qui peut accueillir 30 000 a 40 000 spectateurs.

### Matchs historiques
- Finale de la Coupe d'Algérie 1984 - MC Oran vs JH Djazaïr (2-1 a.p.).
- Algerie vs Allemagne de l'est (1-1) match amicale le 13 mars 1985 [5]

## Galerie

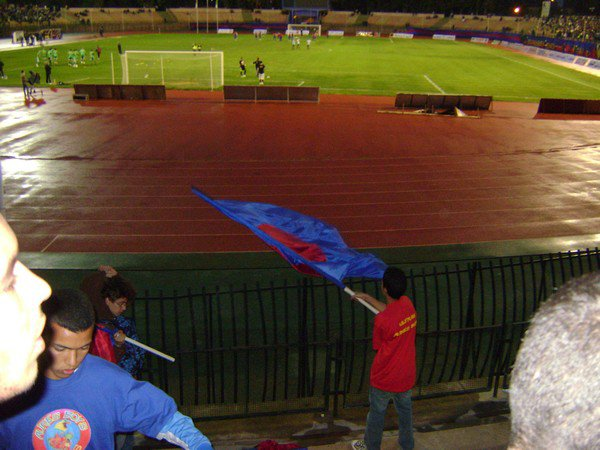
le stade de Football
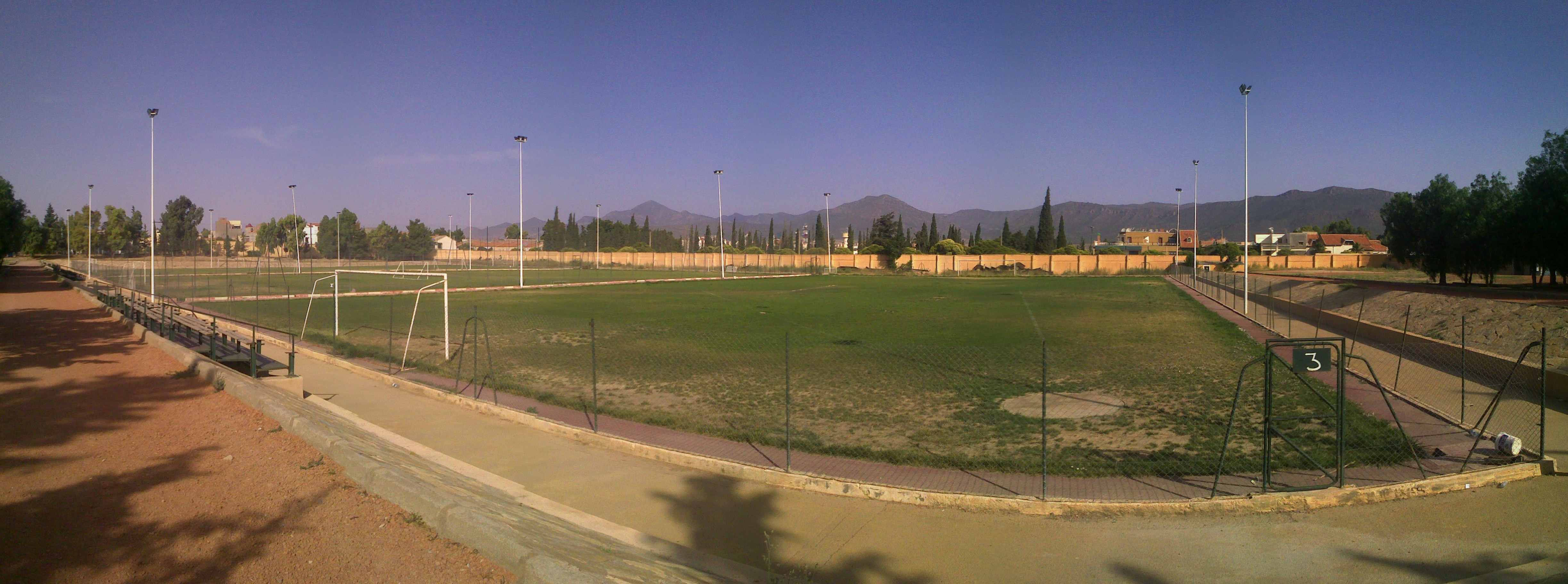
les terrains des entraînements des clubs depuis l’entrée
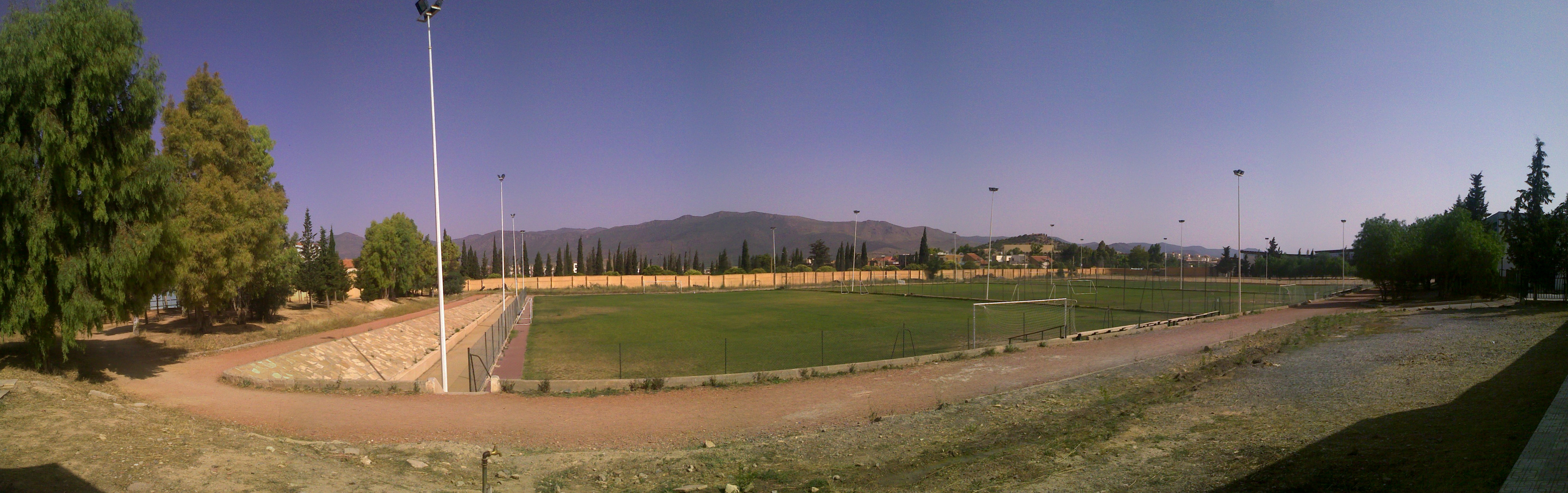
les terrains des entraînements des clubs